# Wrzosówka (województwo dolnośląskie)
Wrzosówka (niem. Dorf Heidelberg) – wieś w Polsce położona w województwie dolnośląskim, w powiecie kłodzkim, w gminie Lądek-Zdrój w Górach Złotych.

## Położenie
Wrzosówka to wyludniona wieś leżąca w Górach Złotych, w górnej części doliny Lutego Potoku, na południowym stoku Borówkowej, na wysokości około 660–740 m n.p.m.

## Podział administracyjny
W latach 1975–1998 miejscowość administracyjnie należała do województwa wałbrzyskiego.

## Historia
Wrzosówka powstała w 1660 roku jako niewielka osada przy istniejącej tu wcześniej leśniczówce. W 1736 roku wieś została kupiona przez magistrat Lądka-Zdroju i od tego czasu była własnością kamery lądeckiej. W 1747 roku mieszkał tu kmieć, 26 zagrodników i 13 chałupników, była to więc wtedy wieś średniej wielkości. W 1840 roku miejscowość była wolnym sołectwem i znajdowało się w niej 25 budynków, w tym kaplica wotywna i młyn wodny. Od połowy XIX wieku Wrzosówka znalazła się na uczęszczanej przez turystów trasie z Lądka-Zdroju na Borówkową.

## Zabytki
We Wrzosówce znajduje się kościół św. Karola Boromeusza, pochodzący z 1820 roku. Jest to niewielka budowla wzniesiona na planie prostokąta, z półkolistym prezbiterium, nakryta blaszanym dachem dwuspadowym. W 2001 parafianie razem z Ochotniczą Strażą Pożarną odbudowali zdewastowaną świątynię. Kościół konsekrował pw. św. Karola Boromeusza arcybiskup metropolita wrocławski Henryk Gulbinowicz 13 października 2001. Świątynia pełni funkcję kościoła pomocniczego parafii Narodzenia Najświętszej Maryi Panny w Lądku-Zdroju.

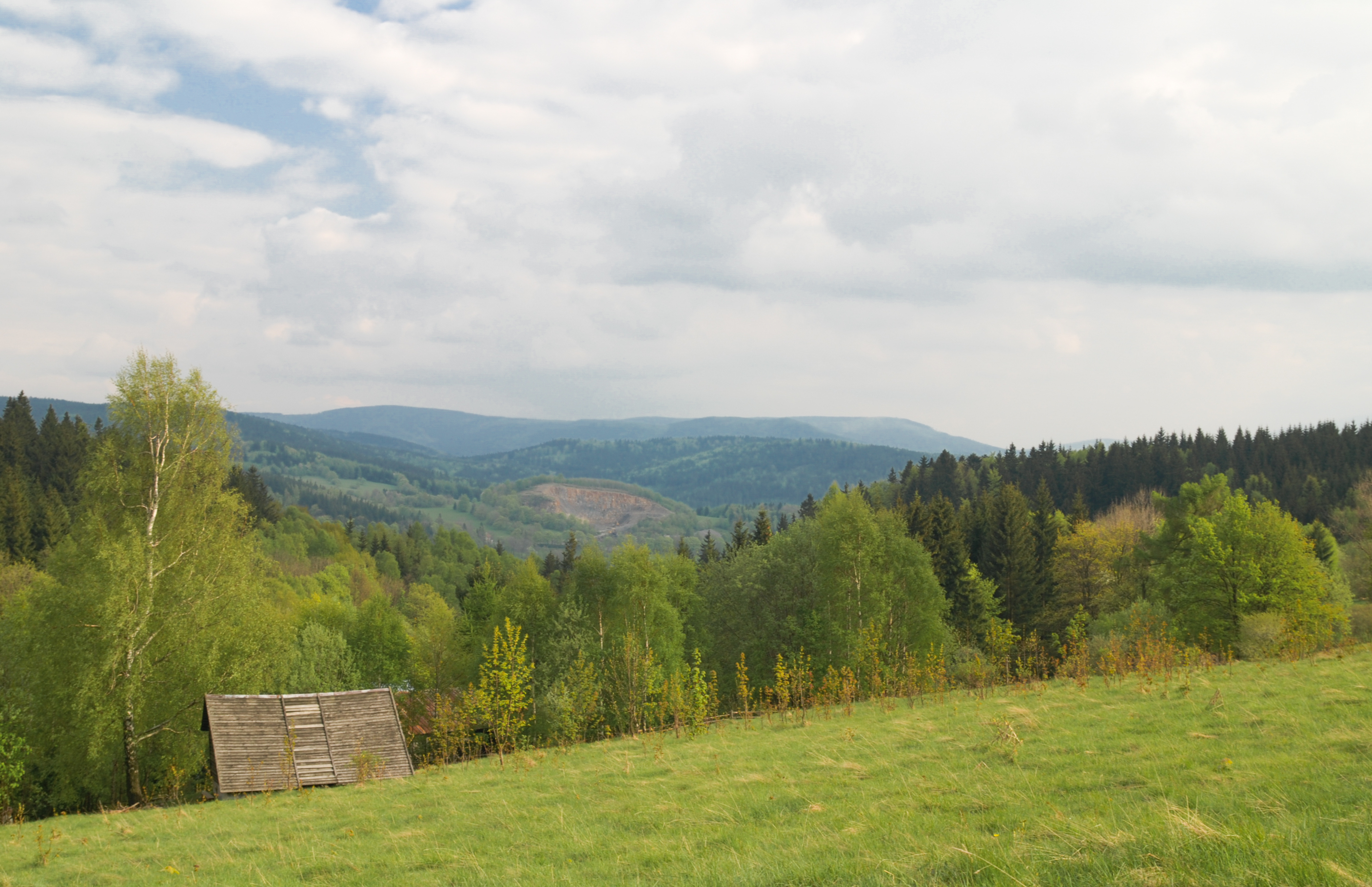
Okolica Wrzosówki
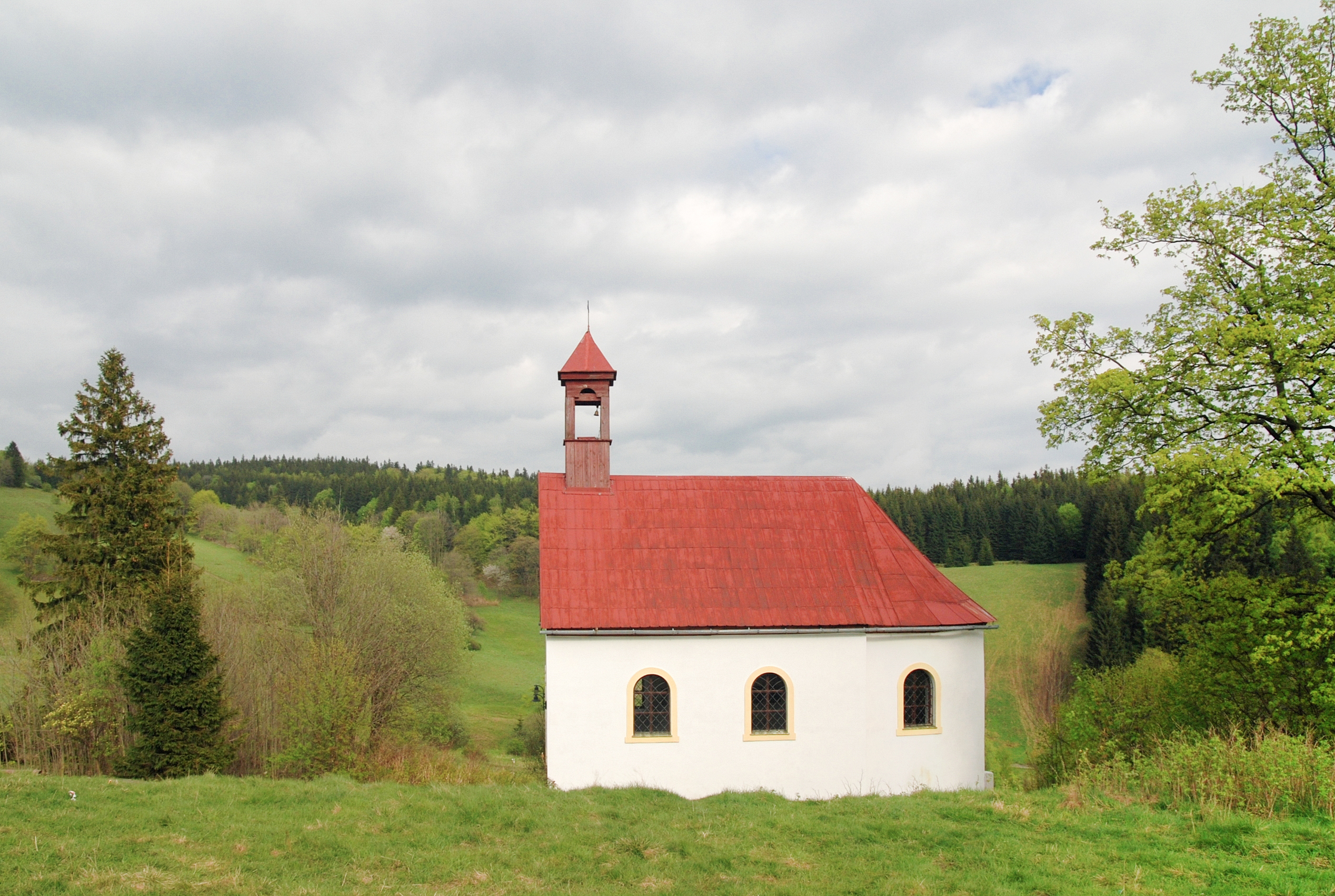
Kościół z boku
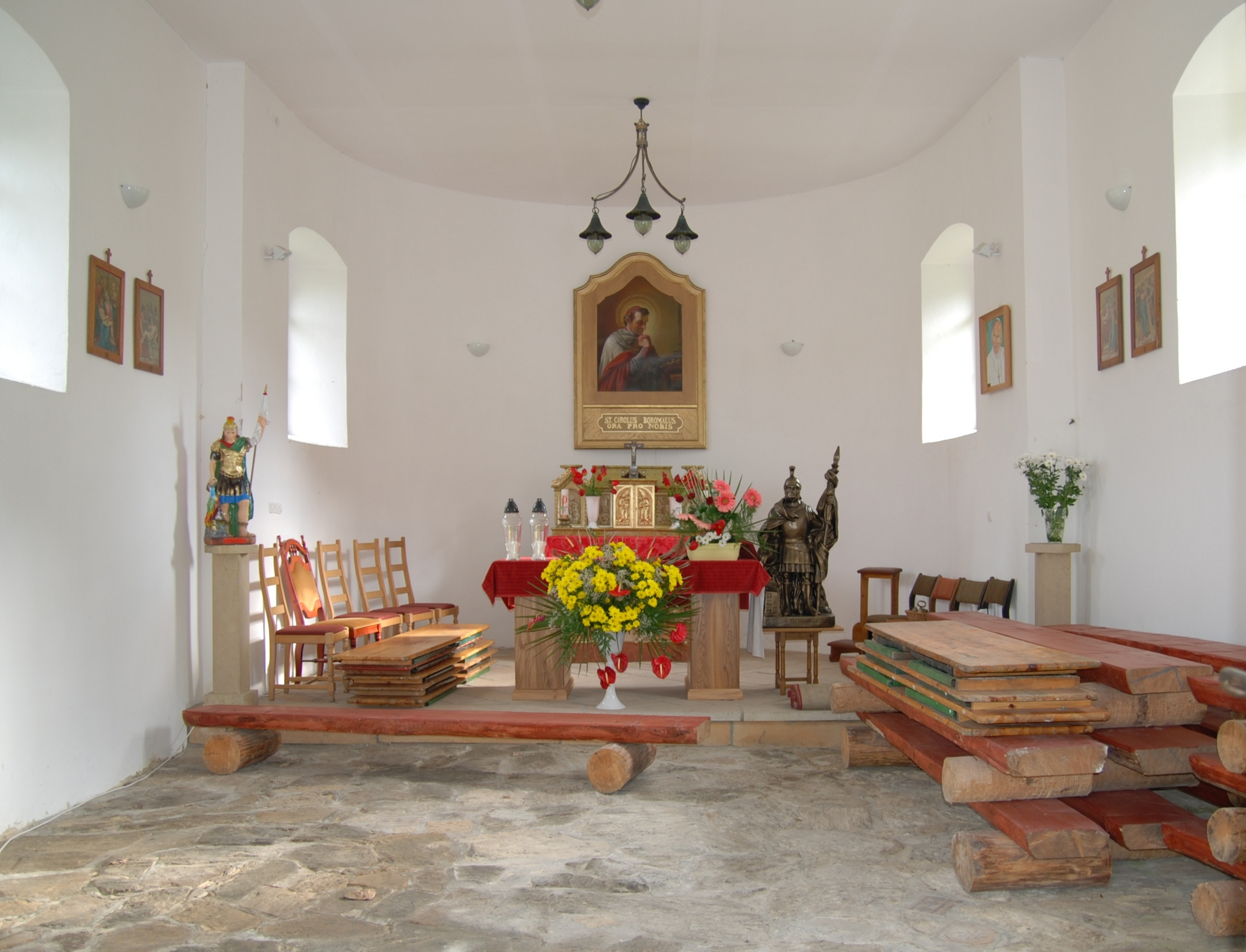
Wnętrze kościoła